# Třída Šinonome
Třída Šinonome (japonsky 東雲型 Šinonome-gata), též třída Murakumo (japonsky 叢雲型 Murakumo-gata), sestávala ze šesti torpédoborců, postavených v letech 1897 až 1900 ve Spojeném království pro japonské císařské námořnictvo. Jednalo se – spolu s třídou Ikazuči – o první torpédoborce zařazené do císařského námořnictva v letech 1899 a 1900. Všechny se zúčastnily rusko-japonské války a v srpnu 1912 byly překlasifikovány na torpédoborce 3. třídy (三等駆逐艦 santó kučikukan). Jedna jednotka byla ztracena při tajfunu v srpnu 1913 a zbývajících pět jednotek bylo v letech 1919 až 1922 nejprve přeřazeno k pomocným úkolům a během první poloviny 20. let vyřazeno.
Všechny jednotky byly pojmenované po přírodních jevech.
V článku se používá pozdější termín „torpédoborec“, ačkoliv dobová klasifikace byla mnohdy odlišná

## Pozadí vzniku
Jamamotův desetiletý plán rozvoje loďstva z roku 1896, který byl později znám jako plán rozvoje loďstva 6-6 (六六艦隊計画 Roku-roku kantai keikaku) požadoval (mimo jiné) stavbu 23 torpédoborců do roku 1905.
První šestici představovala třída Ikazuči. Druhá šestice byla objednána v loděnici Thornycroft v Chiswicku, která tou dobou stavěla ničitele torpédových člunů (Torpedo Boat Destroyer) pro Royal Navy. První čtyři jednotky (Šinonome, Murakumo, Júgiri a Širanui) byly financovány z prostředků rozpočtového roku 1896 a poslední dvě jednotky (Kageró a Usugumo) z rozpočtu na rok 1897.
Oproti dříve objednané třídě Ikazuči se jednotky třídy Šinonome vyznačovaly dvoukomínovou siluetou, byly menší (jak délkou, tak výtlakem) a asi o jeden uzel (~ 1,852 km/h) pomalejší při zachování stejné výzbroje.
Podle první dokončené jednotky je někdy třída označována jako třída Murakumo.

## Konstrukce

### Trup a nástavby

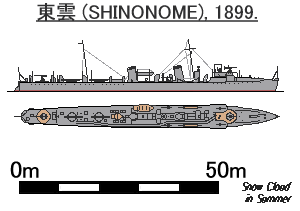
Schéma torpédoborce Šinonome. Mezi torpédomety se nachází zadní stěžeň, který ale byl pravděpodobně instalován později.

Šinonome (stejně jako Ikazuči a několik následujících tříd japonských „torpédoborců“) vycházely z tzv. „30uzlových“ (30-knotter) ničitelů torpédových člunů Royal Navy.
Přední paluba byla klenutá a snižovala se směrem k přídi. Na klenutou přední palubu navazoval malý můstek o jedné úrovni, na jehož vrcholku se nacházela nekrytá plošina. Přes kostru na plošině bylo možné přetáhnout plátno a tak alespoň částečně chránit posádku před nepřízní počasí. Za můstkem se nacházelo vyústění větráků kotelny a za nimi začínala nízká nástavba, se dvěma komíny. V přední části této nástavby se nacházela plošina se světlometem. Mezi plošinou světlometu a předním komínem stál signální stěžeň. Nástavba končila za zadním komínem.
Někdy během služby byl na zádi mezi torpédomety instalován zadní stěžeň (fotograficky doloženo na Kageró, 1920). Rané fotografie Šinonome a Širanui ukazují lodě pouze s předním stěžněm.
Záď nesla polovyvážené kormidlo.

### Pohon
Tři vodotrubné kotle Thornycroft, umístěné za sebou, vyvíjely nasycenou páru pro dva vertikální čtyřválcové parní stroje s trojnásobnou expanzí. Ty dosahovaly celkového výkonu 5470 nebo 5800 koní (~ 4023,2 nebo 4265,9 kW). Poslední dokončená jednotka Usugumo dosáhla při zkouškách 23. ledna 1900 maximální rychlosti 30,602 uzlů (~ 56,6749 km/h – i když předpokládaný zkušební výtlak byl překročen o 35 T) a tříhodinové průměrné rychlosti 30,37 uzlů (~ 56,245 km/h). Kageró měl tříhodinový zkušební průměr 30,45 uzlů (~ 56,393 km/h) a Širanui 30,517 uzlů (~ 56,5175 km/h).
Vyšší účinnost kotlů Thornycroft umožnila při vynechání jednoho kotle (a s tím souvisejícím kratším trupem a nižším výtlakem) dosáhnout rychlosti jen o jeden uzel nižší, než výkonnějšími stroji vybavená konkurenční třída Ikazuči.

### Výzbroj

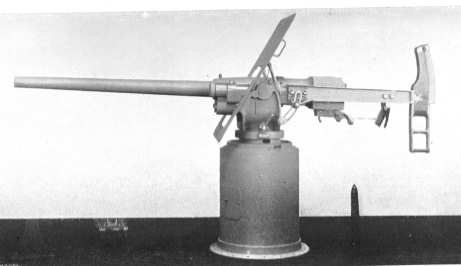
57mm rychlopalný kanón Hotchkiss vyrobený zbrojovkou Elswick

Výzbroj (jak bylo tehdy obvyklé) byla založena na rychlopalných kanónech a torpédech. Po dokončení se hlavňová výzbroj skládala z jednoho 76,2mm kanónu (u Royal Navy označovaného jako 12liberní či třípalcový) s délkou hlavně 40 ráží a pěti 57mm kanónů Hotchkiss (u Royal Navy označovaných jako 6liberní) s hlavní délky 40 ráží. Od přídě k zádi byly kanóny rozmístěny následovně: Jeden 57mm Hotchkiss na vyvýšené platformě na přední palubě před můstkem, dva 57mm kanóny na hlavní palubě po stranách můstku a zbývající dvojice sedmapadesátek na levoboku a pravoboku za prvním komínem. 76,2mm kanón se nacházel na zádi za torpédomety. V roce 1904 byl přední 57mm kanón na platformě před můstkem nahrazen za druhý 76,2mm kanón.
Torpédovou výzbroj představovaly dva 450mm otočné jednohlavňové torpédomety typu HO (tzn. Whitehead & Armstrong) umístěné na hlavní palubě na zádi, mezi zadním komínem a 76,2mm kanónem. Z nich bylo možno vypouštět torpéda typu 30., 32., 38., 42. a 44. roku (až na poslední typ se jednalo o torpéda poháněná stlačeným vzduchem; typ 44. roku byl poháněn směsí petroleje, vzduchu a vody).

## Jednotky třídyŠinonome
| Jméno            | Loděnice                      | Položení kýlu  | Spuštění           | Přijetí do služby | Osud                                                  |
| ---------------- | ----------------------------- | -------------- | ------------------ | ----------------- | ----------------------------------------------------- |
| Šinonome (東雲)  | Thornycroft, Chiswick, Londýn | října 1897     | 14. prosince 1898  | 1. února 1899     | 23. července 1913 ztroskotal u Tchaj-nanu (Tchaj-wan) |
| Murakumo (叢雲)  | Thornycroft, Chiswick, Londýn | října 1897     | 16. listopadu 1898 | 29. prosince 1898 | 4. června 1925 prodán do šrotu                        |
| Júgiri (夕霧)    | Thornycroft, Chiswick, Londýn | listopadu 1897 | 26. ledna 1899     | 10. března 1899   | 1. dubna 1922 vyřazen                                 |
| Širanui (不知火) | Thornycroft, Chiswick, Londýn | ledna 1898     | 15. března 1899    | 13. května 1899   | 1. srpna 1923 vyřazen                                 |
| Kageró (陽炎)    | Thornycroft, Chiswick, Londýn | srpna 1898     | 23. srpna 1899     | 31. října 1899    | 1. dubna 1922 vyřazen                                 |
| Usugumo (薄雲)   | Thornycroft, Chiswick, Londýn | září 1898      | 16. ledna 1900     | 1. února 1900     | 29. dubna 1925 prodán do šrotu                        |